# Gmina Łosice
Gmina Łosice es una gmina urbano-rural en el Distrito de Łosice, Voivodato de Mazovia, en el centro-oriente de Polonia. Su sede es la ciudad de Łosice, que se encuentra aproximadamente a 118 kilómetros (73 millas) al este de Varsovia.
La gmina cubre un área de 121,22 kilómetros cuadrados (46,8 millas cuadradas), y en 2006 su población total es de 11 258 (de los cuales en Łosice se encuentran 7 252, y la población de la parte rural de la gmina es de 4 006).

## Aldeas
Aparte de la aldea de Łosice, Gmina Łosice contiene las aldeas y asentamientos de Biernaty Średnie, Chotycze, Chotycze-Kolonia, Czuchleby, Dzięcioły, Jeziory, Łuzki, Meszki, Niemojki, Niemojki-Stacja, Nowosielec, Patków, Prusy, Rudnik, Stare Biernaty, Świniarów, Szańków, Szańków-Kolonia, Toporów, Woźniki y Zakrze.

## Gminas vecinas
Gmina Łosice limita con las gminas de Huszlew, Mordy, Olszanka, Platerów, Przesmyki and Stara Kornica.